# Heinrich Peters
Heinrich Peters was een Duits zeilser.
Peters won samen met zijn ploeggenoten de tweede wedstrijd in de 1-2 ton klasse en eindigde als tweede in de Open klasse. In de ½-1 ton wedstrijd werden Naue en zijn ploeggenoten gediskwalificeerd vanwege overgewicht.

## Resultaten

### Olympische Zomerspelen
| Jaar | Plaats | Resultaten                                     |
| ---- | ------ | ---------------------------------------------- |
| 1900 | Parijs | 1-2 ton wedstrijd 2 · Open klasse · DQ ½-1 ton |